# Cantonul Béthune-Nord
Cantonul Béthune-Nord este un canton din arondismentul Béthune, departamentul Pas-de-Calais, regiunea Nord-Pas-de-Calais, Franța.

## Comune
| Comune             | Populație (1999) | Cod poștal | Cod INSEE |
| ------------------ | ---------------- | ---------- | --------- |
| Annezin            | 5 551            | 62232      | 62035     |
| Béthune (1)        | 27 808           | 62400      | 62119     |
| Chocques           | 2 918            | 62920      | 62224     |
| Oblinghem          | 225              | 62920      | 62632     |
| Vendin-lès-Béthune | 2 526            | 62232      | 62841     |
| Verquigneul        | 1 837            | 62113      | 62847     |